# Lacepede Islands
Le Lacepede Islands sono un piccolo gruppo di quattro isole situate al largo della costa della penisola Dampier  nelle acque dell'oceano Indiano. Appartengono alla Local government area della Contea di Broome, nella regione di Kimberley (Australia Occidentale). Le isole (definite nel numero di tre) si chiamavano originariamente Victoria Island, Grant Island e Napoleon Island.

## Geografia
Le isole Lacepede sono disposte in una catena lunga circa 12,5 km. Si trovano circa 120 km a nord di Broome e distano circa 25 km dalla costa della penisola Dampier, divise dal Lacepede Channel. Si trovano a ovest di Beagle Bay. Le isole sono basse, composte di sabbia grezza e detriti di corallo e giacciono su una piattaforma di barriera corallina. Sono prive di alberi ma supportano una bassa vegetazione. 
La loro superficie complessiva è di circa 1,65 km². La media annuale delle precipitazioni è di circa 750 mm.
- East Island, ha un'area di 3,5 ha. Sull'isola c'è un faro.
- Middle Island, ha un'area di 60 ha[2]
- Sandy Island, ha un'area di 7,94 ha.
- West Island, l'isola maggiore, ha un'area di 82 ha[2].

### Fauna
Le isole Lacepede sono la più significativa zona di riproduzione della tartaruga verde nell'Australia occidentale.
Le isole sono state identificate da BirdLife International come Important Bird Area (IBA) perché supportano oltre l'1% della popolazione mondiale di sula fosca e di sterna di Dougall. Altri uccelli marini che si riproducono sulle isole sono: la sula mascherata, il pellicano australiano, la fregata minore, la garzetta di Reef, il gabbiano australiano, la sterna crestata, la sterna dalle redini, la sterna del Ruppel, la sterna stolida bruna, la beccaccia di mare orientale e la beccaccia di mare fuligginosa. Tra i trampolieri che transitano sulle isole ci sono: il piro-piro asiatico, il voltapietre, il piovanello beccosottile e il corriere di Leschenault.

## Storia
Nicolas Baudin, che guidava la spedizione francese di esplorazione delle coste dell'Australia sulle navi Geographe e Naturaliste, avvistò le isole nell'agosto del 1801 e le intitolò in onore dello zoologo Bernard Germain de Lacépède. Louis de Freycinet che viaggiava con Baudin tracciò il nome delle isole sulla sua mappa pubblicata nel 1811.
Nel diciannovesimo secolo, le isole Lacepede erano tra le numerose isole al largo della costa dell'Australia occidentale sfruttate per l'estrazione del guano. Nel 1876 scoppiò una disputa per la presa di possesso delle isole da parte degli USA sulla base della Guano Islands Act che si risolse nel 1877. L'estrazione del guano terminò nel 1879 quando la goletta Aurora rimosse i macchinari usati per l'estrazione.